# Талеран
Талера́н (фр. Talairan) — коммуна во Франции, находится в регионе Лангедок — Руссильон. Департамент коммуны — Од. Входит в состав кантона Лаграс. Округ коммуны — Каркасон.
Код INSEE коммуны — 11386.

## Население
Население коммуны на 2008 год составляло 362 человека.
| 1962 | 1968 | 1975 | 1982 | 1990 | 1999 | 2008 |
| ---- | ---- | ---- | ---- | ---- | ---- | ---- |
| 430  | 475  | 382  | 370  | 369  | 349  | 362  |

## Экономика
В 2007 году среди 195 человек в трудоспособном возрасте (15—64 лет) 138 были экономически активными, 57 — неактивными (показатель активности — 70,8 %, в 1999 году было 68,4 %). Из 138 активных работали 119 человек (72 мужчины и 47 женщин), безработных было 19 (9 мужчин и 10 женщин). Среди 57 неактивных 16 человек были учениками или студентами, 17 — пенсионерами, 24 были неактивными по другим причинам.

## Достопримечательности
- Руины двойных укреплённых ворот при въезде в деревню
- Часовня XII—XIV веков, расположенная в 500 метрах от деревни
- Разрушенная башня Тревьяк XI века